# Милья, Хусто
Ху́сто Ми́лья, полное имя Хосе Хусто Милья Пинеда Арриага (исп. José Justo Milla Pineda Arriaga; 1794, Грасьяс, Гондурас — 1838) — исполняющий обязанности Верховного правителя штата Гондурас после свержения Дионисио Эррера в 1827 году.
Двоюродный брат  Хосе Франсиско Милья Гевара.
Его сын Хосе Милья, известный гватемальский писатель, государственный деятель, дипломат, министр иностранных дел Республики Гватемала (1847—1851). Считается отцом гватемальского романа.